# Montañas Monashee
Las montañas Monashee son una cordillera que se encuentra principalmente en la Columbia Británica, Canadá, y que se extiende hasta el estado de Washington en los Estados Unidos. Se extienden 530 km de norte a sur y 150 km de este a oeste. Son una subcadena de las Montañas Columbia. La cumbre más alta es el monte Monashee, que alcanza los 3274 m. El nombre proviene del gaélico escocés monadh y sìth, que significan 'páramo' y 'paz'.

## Geografía

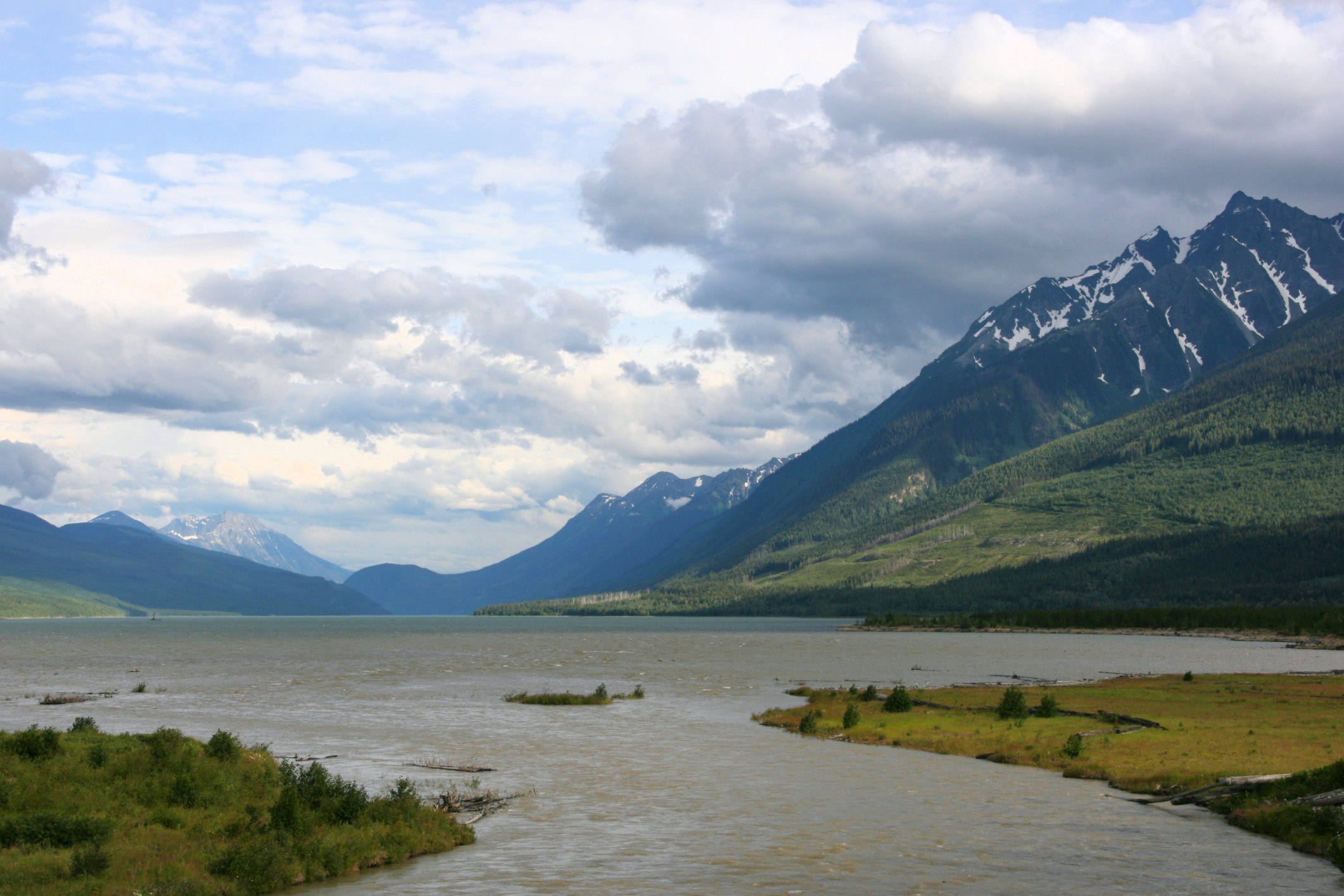
Montañas Monashee, en la distancia a la izquierda del lago Kinbasket.

Las montañas Monashee están limitadas al este por el río Columbia y los lagos Arrow, más allá de los cuales se encuentran las montañas Selkirk. Están limitadas al oeste por la parte alta del río Thompson Norte y la Meseta Interior. El extremo norte de la cordillera está en el extremo sur del Valle Robson, cerca de la ciudad de Valemount, Columbia Británica. El extremo sur de la cordillera está en el estado de Washington, donde la cordillera del río Kettle alcanza la confluencia del río Kettle y del Columbia, y llega al oeste hasta el extremo sur de las tierras altas de Okanagan (que en los Estados Unidos se llaman Okanogan Highland) justo al noreste de la confluencia de los ríos Okanogan y Columbia en Brewster y Bridgeport, estado de Washington.
El altiplano de Okanagan y partes del altiplano de Shuswap, al oeste de la cordillera principal, están orográficamente clasificados como parte de las Monashees, sin embargo, también pueden considerarse parte de la Meseta Interior. La Altiplanicie de Okanagan se encuentra entre el río Kettle y el lago Okanagan, al sur del río Shuswap. Dentro de esta área, la pequeña cordillera Sawtooth se encuentra entre el río Shuswap, al este, y el lago Mabel, al oeste. También se puede incluir la porción de las tierras altas de Shuswap, al sur del río Thompson Norte hasta las tierras altas de Okanagan. Los principales picos son el pico Hallam (3205 m) y la montaña Cranberry (2872 m).

## Puertos

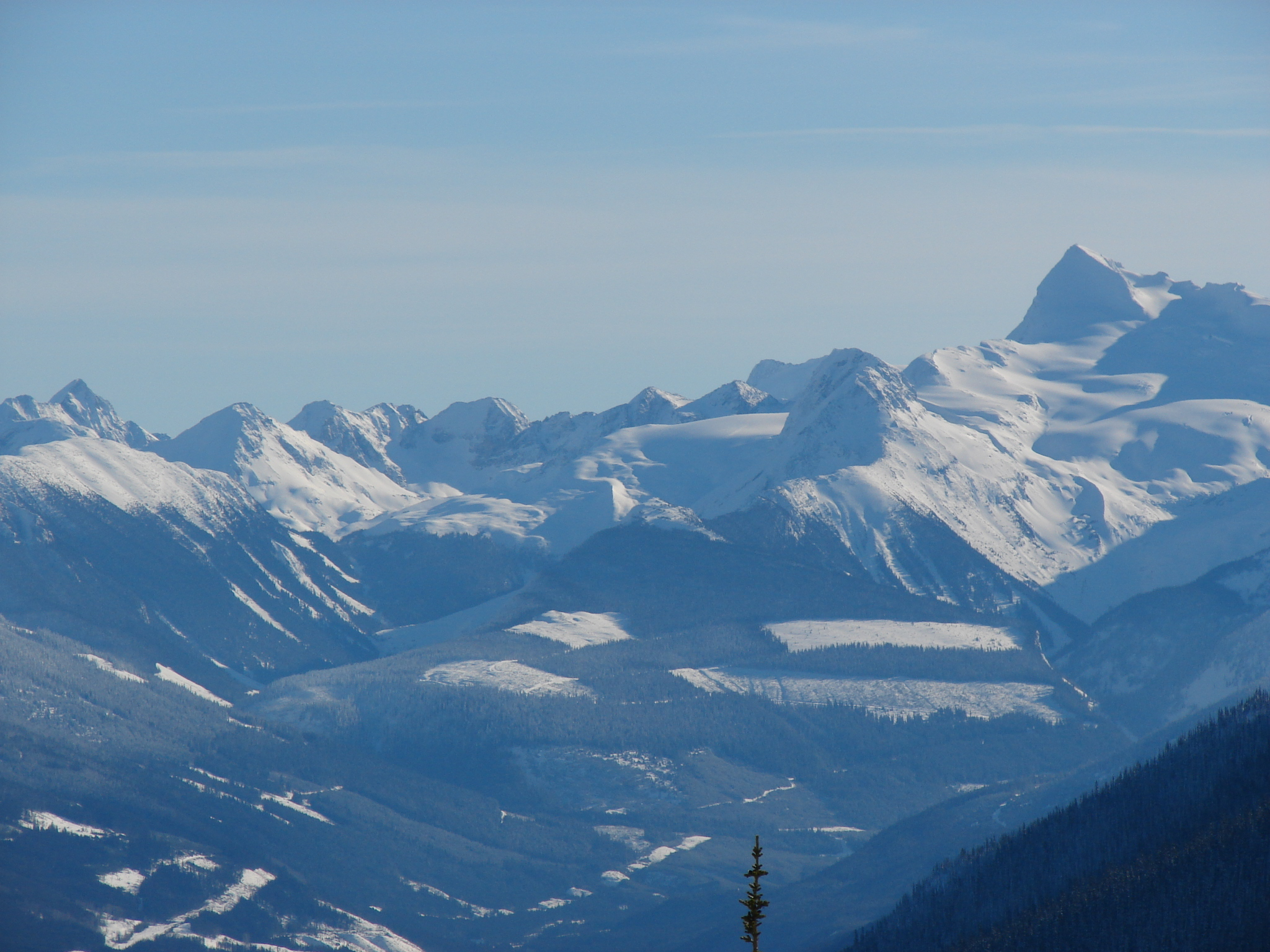
El monte Albreda a la derecha y el valle del arroyo Clemina a la izquierda, en la cordillera Monashee

Entre Revelstoke y el lago Shuswap, la cordillera es atravesada por la autopista 1 —la autopista Trans-Canadá— y por la línea principal del Ferrocarril del Pacífico canadiense, que pasa por Eagle Pass. La autopista 6 pasa por el puerto de Monashee. La autopista Crowsnest, al sur, pasa por el puerto de Bonanza. El extremo sur de las Monashees, dentro de Canadá, es una zona minera y antigua zona industrial de importancia histórica conocida como el País Límite, que se centra en torno a la cuenca del bajo Kettle River y se extiende al norte hacia la cordillera Midway. La carretera panorámica del Paso Sherman se extiende 64 km al este de la ciudad de Republic, Washington, a través del centro de la cordillera del río Kettle y alcanza su punto más alto en el puerto de Sherman, a 1699 m, el paso de montaña más alto abierto todo el año en el estado de Washington.

## Subcordilleras

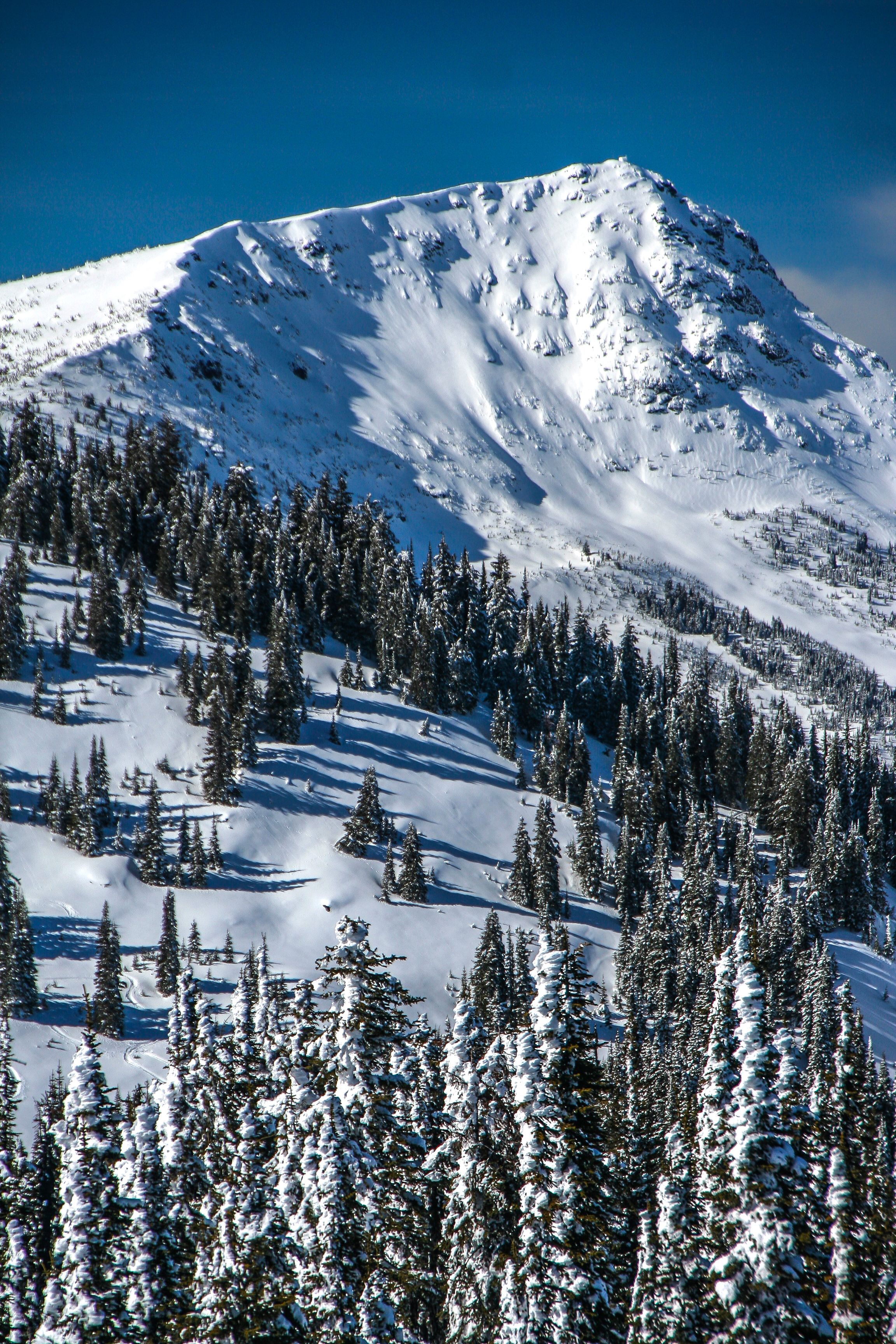
El monte Old Glory (2376 m), el punto más alto de la cordillera Rossland

- Cordillera Anstey
- Cordillera Christina
- Cordillera Gold
- Cordillera Jordan
- Cordillera Kettle River
- Cordillera Malton
- Cordillera Midway
- Tierras Altas de Okanagan
  - Cordillera Beaverdell
- Cordillera Sawtooth
- Cordillera Ratchford
- Cordillera Rossland
- Cordillera Scrip
- Cordillera Shuswap
- Cordillera Whatshan

## Montañas
- Monte Monashee, 3274 m
- Pico Hallam, 3205 m
- Montaña Roja (Rossland), 1591 m
- Monte Lempriere 3205 m
- Monte Dominion, 3131 m
- Pico 2892, 2982 m
- Monte Odin, 2971 m
- Pico Gordon Horne, 2881 m
- Monte Cranberry,  2872 m
- Los Pináculos, 2607 m
- Monte Begbie, 2733 m
- Monte Copeland
- Monte Tilley, 2649 m
- Monte Albreda, 3052 m

Fuente: